# Lijst van burgemeesters van Gameren
Dit is een lijst van burgemeesters van de voormalige Nederlandse gemeente Gameren in de provincie Gelderland.

Deze gemeente omvatte het dorp Gameren en vanaf 1818 ook het dorp Nieuwaal en heeft bestaan tot 1 juli 1955. Toen werd het samengevoegd met het Gelderse Kerkwijk. Sinds 1 januari 1999 maakt het deel uit van de gemeente Zaltbommel.

## Vóór 1810
| Ambtsperiode | Naam burgemeester              | Bijzonderheden |
| ------------ | ------------------------------ | -------------- |
| rond 1560    | Joost Dircksz (van den Werken) | Schout         |

## 1810 - 1955
| Ambtsperiode | Naam burgemeester  | Partij of stroming | Bijzonderheden                                                                                    |
| ------------ | ------------------ | ------------------ | ------------------------------------------------------------------------------------------------- |
| 1810 - 1816  | J. van Kerkwijk    |                    |                                                                                                   |
| 1816 - 1817  | G.W. van der Feltz |                    |                                                                                                   |
| 1817 - 1851  | J. van Kerkwijk    |                    |                                                                                                   |
| 1851 - 1886  | J.W. van Kerkwijk  |                    |                                                                                                   |
| 1886 - 1919  | J. de Ridder       |                    |                                                                                                   |
| 1919 - 1952  | Cornelis (C.) Hobo |                    | In een deel van dezelfde periode tevens burgemeester van Zuilichem, vanaf januari 1946 waarnemend |
| 1952 - 1955  | W.E.J. Bulk        |                    | Waarnemend. In dezelfde periode tevens waarnemend burgemeester van Zuilichem                      |